# جامع الشيخ عمر السهروردي

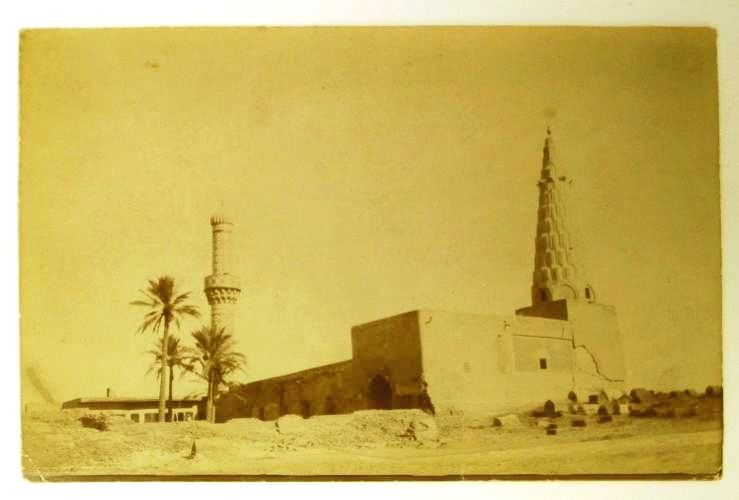
جامع ومرقد الشيخ عمر السهروردي عام 1917-1919

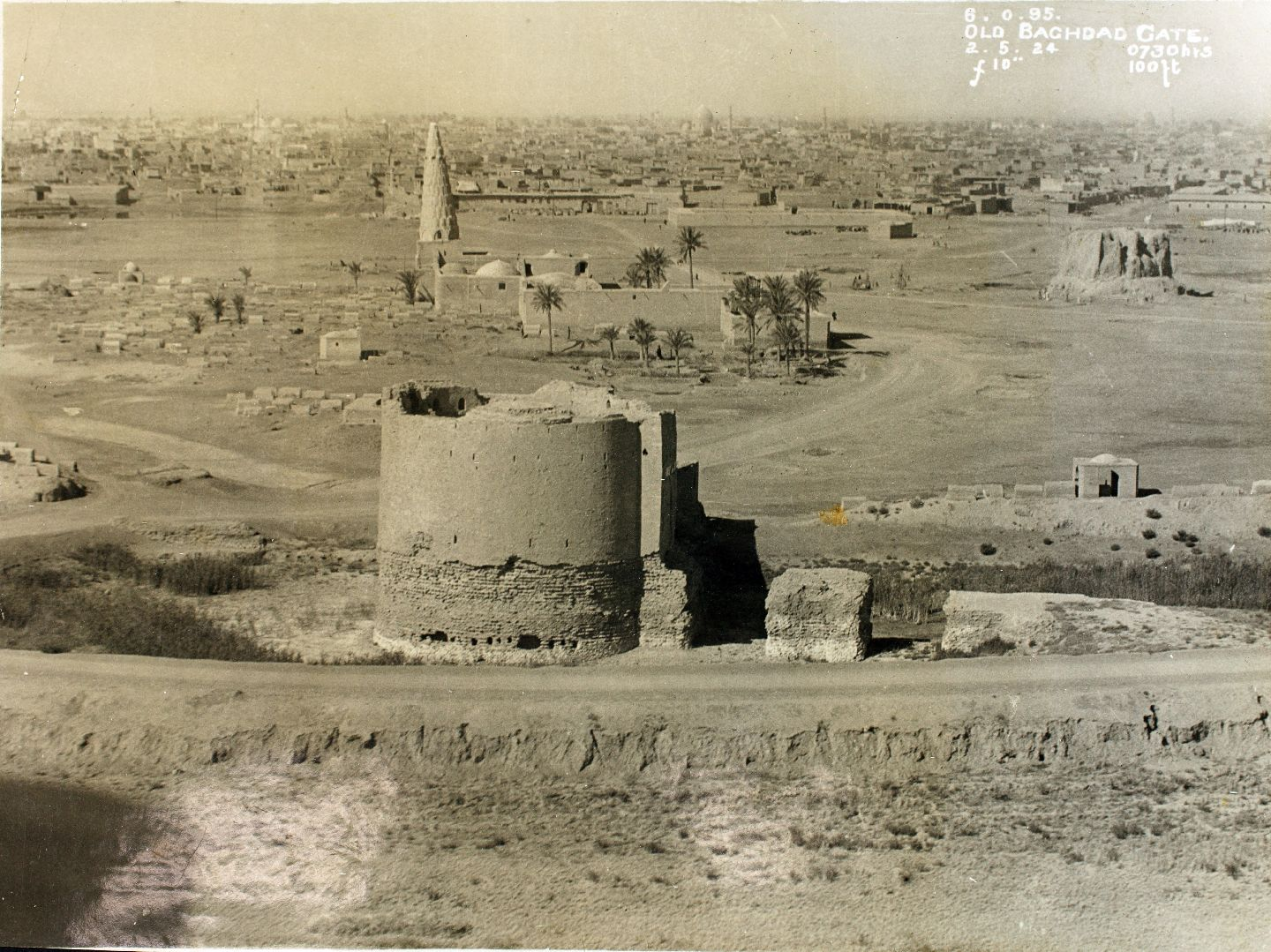
الباب الوسطاني القديم لمدينة بغداد قرب جامع السهروردي في المقبرة الوردية عام 1912

جامع ومرقد الشيخ عمر السهروردي، هو من مساجد بغداد الأثرية القديمة، ويقع الجامع بين شارع الشيخ عمر وسور بغداد القديم عند الباب الوسطاني، في جانب الرصافة من مدينة بغداد، ويطل على الطريق السريع (شارع محمد القاسم) ويبعد عن مركز المحافظة كيلو متر واحد، ويحتوي على مصلى حرم واسع تبلغ مساحتهُ 600م2 وتتوسطهُ قبة مستندة على عشرة ركائز بالإضافة إلى جدران سميكة البناء تحيط بهِ وقبة محرابهِ مغلفة بالمرمر وفي داخل مصلى الحرم باب تطل على ضريح الشيخ عمر السهروردي، وبجوارهِ قيل أنه مرقد أو ضريح الخليفة العباسي المستعصم بالله، (وقيل إنه قبر خليفة آخر لأن المستعصم بالله وجد قبرهُ في مسجد رابعة المعروف في الأعظمية باسم مسجد ومرقد المستعصم بالله)، ويعلو الضريح قبة مخروطية على طراز القبب السلجوقية، ولقد أجريت عليها صيانة وتعمير لمرات عدة إلا إنها لم تراعي الجانب التراثي الأثري، وفي الجامع مصلى صيفي واسع ويحيط بالجامع مقبرة قديمة، وتقام في الجامع الصلوات الخمس، ويتسع الجامع لأكثر من 400 مصل. وقبة الجامع المخروطية هي من أبرز الآثار التأريخية الإسلامية وتعتبر من الفن المعماري للعصر العباسي في مقبرة كانت تسمى المقبرة الوردية في بغداد، ثم تغير إسمها إلى مقبرة الشيخ عمر بعد أن دفن فيها الشيخ عمر السهروردي، وهي تضم الآن منارة القبة المسماة باسمهِ.
ويعود بناء هذا الجامع إلى القرن السابع الهجري /القرن الثاني عشر الميلادي، وقد نسب اسم الجامع إلى الشيخ عمر السهروردي الذي دفن في المقبرة الوردية، وقد جدد عمارته إسماعيل باشا ثم جدد في عام 1320هـ/1902م، وكذلك في عام 1345هـ/1926م، وأهم تعمير وتجديد كان عام 1384هـ/1964م، الذي قامت بهِ وزارة الأوقاف.
والشيخ عمر السهروردي الذي توفي في بغداد عام 632 هـ/1234م، هو أحد علماء أهل السنة والجماعة ومن أعلام التصوف في القرن السابع الهجري، ومؤسس الطريقة السهروردية الصوفية، صاحب كتاب عوارف المعارف. ولقد وصفه الإمام الذهبي بالشيخ الإمام العالم القدوة الزاهد العارف المحدث شيخ الإسلام أوحد الصوفية، وقال عنه ابن النجار (كان شهاب الدين شيخ وقته في علم الحقيقة، وانتهت إليه الرياسة في تربية المريدين، ودعاء الخلق إلى الله والتسليك).